# Alfons Feder
Alfons Feder (ur. 10 lipca 1910 w Miedniewicach, zm. 25 maja 1985 w Warszawie) – wybitny specjalista w zakresie rozwoju infrastruktury komunikacyjnej w Polsce w latach 1936–1985. W latach 1960–1976 był Naczelnym Dyrektorem Zjednoczenia Przedsiębiorstw Robót Drogowych i Mostowych w Warszawie.

## Życiorys
Urodził się 10 lipca 1910 roku w Miedniewicach w województwie warszawskim, jako syn Władysława. Ukończył studia na Wydziale Inżynierii Lądowej Politechniki Warszawskiej, uzyskując dyplom inżyniera budownictwa lądowego, urządzeń i komunikacji miejskiej.

### Kariera zawodowa
Mgr inż. Feder rozpoczął swoją karierę zawodową w maju 1936 roku jako kierownik budowy przełożenia sześciokilometrowej trasy drogowej górskiej na Huculszczyźnie. Budowę tę zakończył w 1939 r. już jako kierownik powiatowego zarządu drogowego w Kosowie Huculskim.
Podczas II wojny światowej, w sierpniu 1939 roku, został zmobilizowany i walczył na froncie w kampanii wrześniowej jako żołnierz 49 pułku piechoty, po czym trafił do niewoli niemieckiej. Okres okupacji spędził w oflagach: XI A Osterode, II A Prenzlau, II B Arnswalde, II D Gross-Born i XC Lübeck, gdzie poświęcił wiele czasu na samokształcenie i aktywnie uczestniczył w działalności Koła Inżynierów i Techników oraz był organizatorem Studium Politechnicznego.
Od 1946 do 1958 r. pracował na stanowisku kierownika grupy robót mostowych w Tczewie w Płockim Przedsiębiorstwie Robót Mostowych. W tym czasie kierował budową ponad stu obiektów mostowych na terenie województw: gdańskiego, bydgoskiego, warszawskiego, koszalińskiego, poznańskiego, zielonogórskiego, szczecińskiego, olsztyńskiego, białostockiego i lubelskiego. Największe z wykonanych w tym czasie mostów to: Wisła - Knybawa pod Tczewem, Wisła – Fordon (Bydgoszcz), Bug - Siemiatycze, Bug - Dorohusk, Bug - Zosin, Narew - Ryboły, Narew - Tykocin, Warta - Rogalinek, Warta - Wronki, Warta – Międzychód, Odra – Głogów.

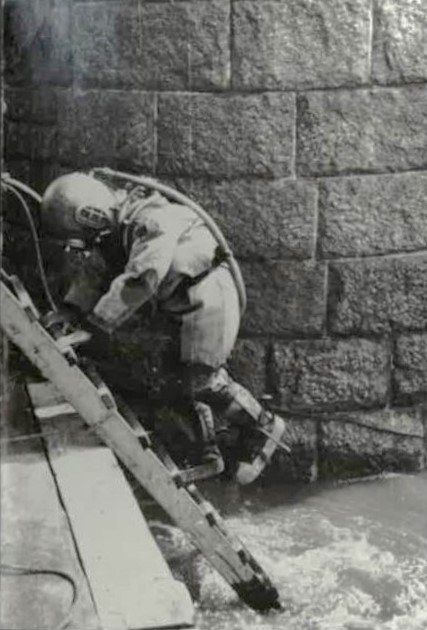
Badanie filara mostu na Wiśle we Włocławku przez ekipę nurkarską

W okresie tym została utworzona silna jednostka specjalistyczna dla budowy mostów stalowych, żelbetowych i kablobetonowych. Przeszkolono liczną kadrę pracowników fizycznych i umysłowych. Przygotowano sprzęt i maszyny do robót mostowych, odbudowując we własnym zakresie wraki kafarów, dźwigów, betoniarek itd. o wartości ponad 20 milionów złotych. Oczyszczanie rzek ze zwalonych konstrukcji mostowych wymagało zorganizowania szeregu ekip nurkarskich. Kierownictwo w Tczewie już w roku 1949 posiadało trzy zespoły nurkarskie wyposażone w palniki do cięcia podwodnego, własnej produkcji. Ekipy nurkarskie kierownictwa robót w Tczewie przeprowadziły oczyszczenia z wraków mostowych koryta Wisły w Tczewie, Knybawie, Grudziądzu, Chełmnie, Toruniu, Modlinie, Dęblinie i Sandomierzu. Roboty przy usuwaniu wraków mostowych prowadzono stosując materiały wybuchowe, palniki do cięcia podwodnego i dźwigi pływające skonstruowane we własnym zakresie. W ciągu trzech lat wydobyto ogółem ok. 5000 ton złomu stalowego. W czasie tych robót nie zanotowano żadnego ciężkiego wypadku.
Podczas odbudowy mostu autostradowego przez Wisłę w Knybawie zostało wykonane podniesienie, obrót i przesunięcie części zwalonego przęsła nadwodnego o ciężarze ok. 600 ton. Projekt tego zadania został opracowany przez mgr. inż. A. Federa, a roboty pod jego bezpośrednim nadzorem były wykonane w ciągu jednego dnia. Przedsięwzięcie miało pewne elementy ryzyka jednak dokładnie przygotowane poszczególne etapy realizacyjne dały w konsekwencji bezawaryjny przebieg robót. W ostatecznym wyniku zostało wykorzystane w całości ok. 700 ton konstrukcji mostowej.
Odbudowa mostu drogowo-kolejowego przez Wisłę w Fordonie połączona była z modernizacją części ocalałej mostu na terenie zalewowym o długości ok. 600 m. Ekspertyzy techniczne zakwalifikowały dziesięć przęseł po 60 m każde do rozbiórki z przeznaczeniem na złom. Opracowany przez mgr. inż. A. Federa projekt przeróbki, a następnie wykonania jej w warsztatach kierownictwa pozwoliło na uzyskanie pełnowartościowej konstrukcji mostowej dla odbudowy szeregu mostów drogowych w kraju. Większość tych obiektów odbudowały brygady montażowe kierownictwa Płockiego Przedsiębiorstwa Robót Mostowych w Tczewie.
Do roku 1958 uzyskano dzięki tej działalności kierownictwa grupy robót w Tczewie ok. 1200 mb stalowej konstrukcji niosącej mostów drogowych. Konstrukcja ta była zastosowana w mostach na Narwi w Rybołach i Tykocinie, na Noteci w Czarnkowie, na Bugu w Dorohusku i Zosinie, na Sanie w Jarosławiu, na Warcie w Rogalinku, na Prośnie w Bogusławiu.
W okresie odbudowy zniszczonych mostów zostały dobrze opanowane metody montażu ciężkich elementów oraz nasuwanie całych przęseł mostowych. Robotami takimi kierował mgr inż. Alfons Feder przy odbudowie mostu w Tczewie na Wiśle, w Siemiatyczach na Bugu, w Broku na Bugu i w Tykocinie na Narwi.

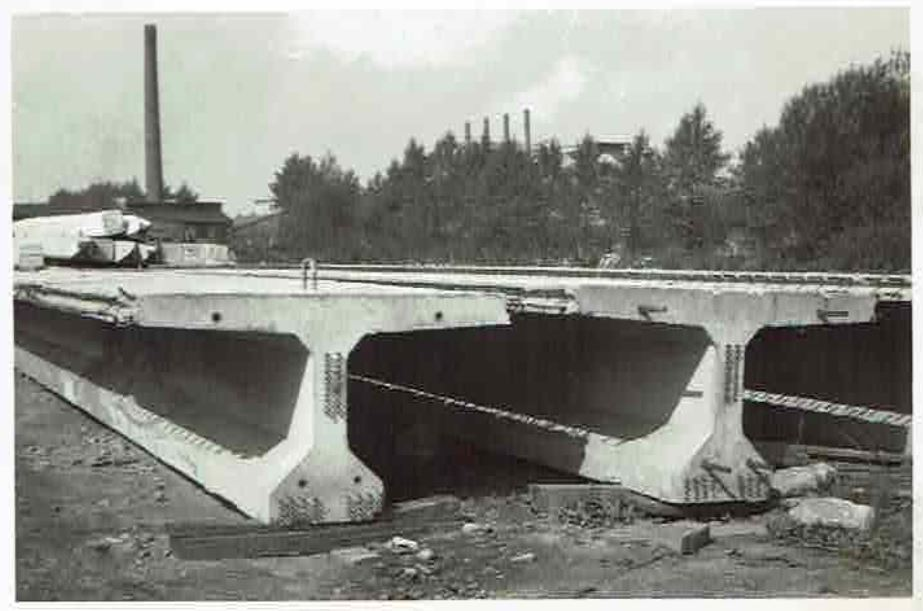
Belka mostowa typu KUJAN 1954 r.

Mgr inż. A. Feder zdobył opinie doświadczonego specjalisty mostowego i powoływany byt jako rzeczoznawca do rozwiązywania trudnych problemów w mostownictwie. Między innymi przez kilka miesięcy pełnił dodatkowo funkcję pełnomocnika z ramienia Ministerstwa Komunikacji przy budowie mostu w Terespolu na Bugu w trudnym pod względem technicznym okresie tej budowy.
Od roku 1954 A. Feder kierował budową eksperymentalnych obiektów mostowych z betonu sprężonego. Szeroko stosowane prefabrykowane belki z betonu sprężonego typu „KUJAN” zostały wykonane po raz pierwszy przy budowie mostu w miejscowości Kujan, od której przyjęto nazwę. 
Rozwój budownictwa mostowego, a szczególnie prefabrykowanego betonu sprężonego był intensywnie propagowany przez mgr. inż. Alfonsa Federa, a pierwszy większy obiekt z prefabrykowanych belek kablowych był wykonany według jego projektu organizacji w Międzychodzie na Warcie.
W roku 1957 delegowany był doraźnie na Bliski Wschód jako kierownik ekipy technicznej do prac przy budowie kolei Hidżaskiej w Syrii, Jordanii i Libanie. Przetarg na odbudowę Kolei Hidżaskie wygrało wtedy polskie przedsiębiorstwo CEKOP.
W roku 1958 mgr inż. Alfons Feder został mianowany Dyrektorem Wojewódzkiego Zarządu Dróg Publicznych w Gdańsku. W tym czasie również prowadził wykłady na Politechnice Gdańskiej w dziedziny wykonawstwa robót mostowych.
W kwietniu 1960 roku objął stanowisko Naczelnego Dyrektora Zjednoczenia Przedsiębiorstw Robót Drogowych i Mostowych (ZPRDiM) w Warszawie. Był odpowiedzialny za zarządzanie jednym z najważniejszych zjednoczeń budowlanych w Polsce Ludowej, skupiającym następujące przedsiębiorstwa budowy dróg i mostów:   

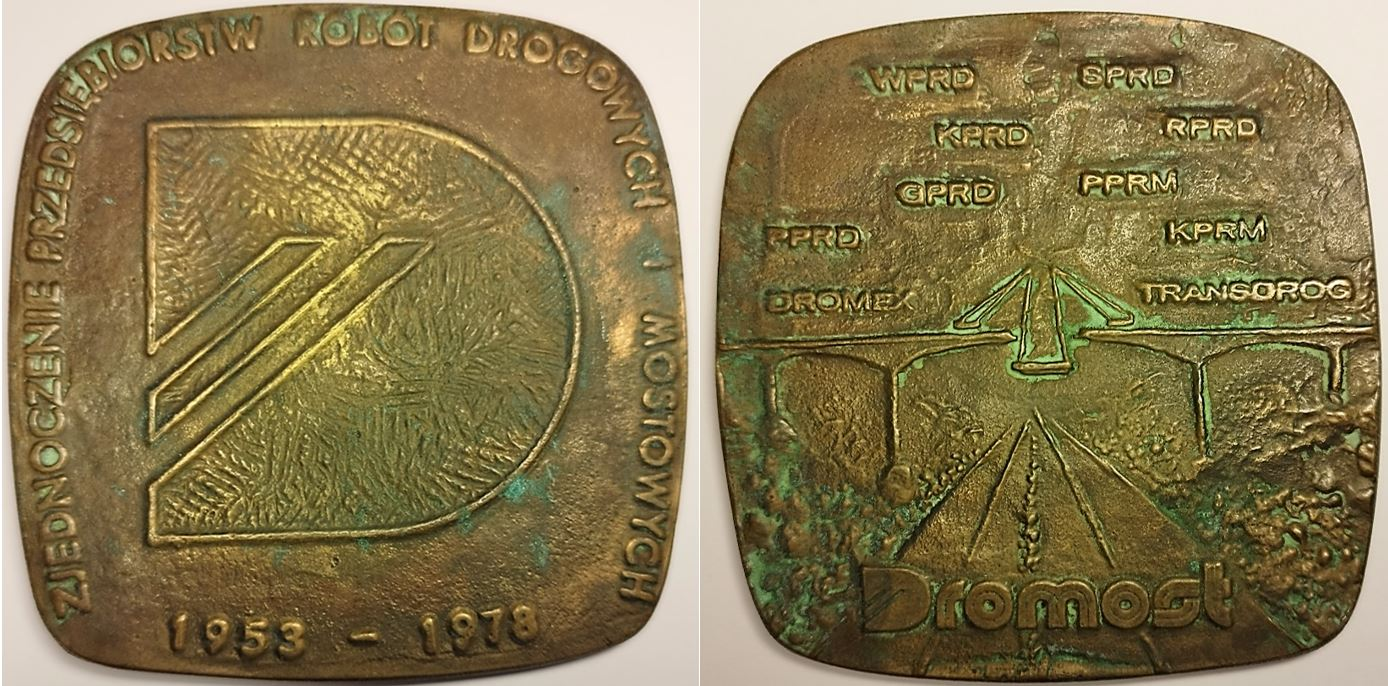
Medal pamiątkowy: Zjednoczenie Przedsiębiorstw Robót Drogowych i Mostowych 1953–1978

- KPRD - Krakowskie Przedsiębiorstwo Robót Drogowych
- PPRD - Poznańskie Przedsiębiorstwo Robót Drogowych
- WPRD -Warszawskie Przedsiębiorstwo Robót Drogowych
- GPRD - Gdańskie Przedsiębiorstwo Robót Drogowych
- SPRD - Śląskie Przedsiębiorstwo Robót Drogowych
- RPRD - Rzeszowskie Przedsiębiorstwo Robót Drogowych
- PPRM - Płockie Przedsiębiorstwo Robót Mostowych
- KPRM - Kieleckie Przedsiębiorstwo Robót Mostowych
- Dromex
- Transdrog

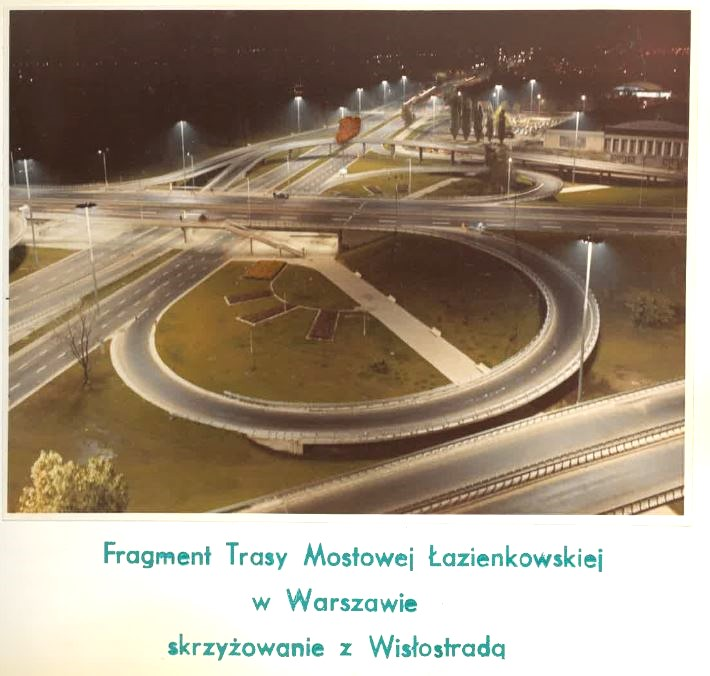
Trasa Łazienkowska, PPRD 1975

Kierowanie tymi przedsiębiorstwami na terenie całego kraju dawało mu możliwości do propagowania postępu technicznego w budownictwie drogowo-mostowym. Wybudowane w okresie od 1960 do 1967 r. duże mosty drogowe jak; most przez Wisłę w Chełmnie i Annopolu, mosty w Poznaniu, na Sanie w Sieniawie i Rzeszowie, na Sole w Kobiernicy i wiele innych stanowiły duże osiągnięcie techniczne, wysoko oceniane przez fachowców zagranicznych. Najważniejszym osiągnięciem inwestycyjnym w latach 70. była budowa trasy Warszawa – Katowice, do dziś nazywanej „gierkówką” jak również budowa Trasy Łazienkowskiej w Warszawie. Zmodernizowano również wiele ważnych dróg: obecną Drogę Krajową nr 7 z Warszawy do Gdańska wraz z wybudowaniem kilkunastu obwodnic m.in. w Płońsku, Mławie, Nidzicy, Ostródzie, Pasłęku. Powstała również słynna obwodnica Trójmiasta.
Zawodowa działalność mgr. inż. Alfons Feder miała istotny wpływ na rozwój infrastruktury drogowej kraju w tamtym okresie.

### Działalność społeczna
Mgr inż. Alfons Feder w okresie swej pracy w Tczewie był czynnie zaangażowany w działaniach społecznych, a w szczególności jako członek prezydium miejskiej rady narodowej w Tczewie inicjował i nadzorował rozwiązanie szeregu problemów technicznych gospodarki miejskiej, a między innymi odbudowę i modernizację wiaduktów miejskich. W roku 1960 za zasługi dla miasta Tczew otrzymał Medal 700-lecia miasta  Tczewa.
Działalność na terenie miasta Gdańska została wysoko oceniona przez Radę Narodową miasta Gdańska, która przyznała mgr. inż. A. Federowi Odznakę za zasługi dla Gdańska.
W Stowarzyszenia Inżynierów i Techników Komunikacji (STIK) był członkiem Głównego Sądu Koleżeńskiego. W roku 1981 Zarząd Główny STIK nadał mu godność „Zasłużonego Seniora SITK” za wybitne zasługi osiągnięte na polu długoletniej działalności stowarzyszeniowej oraz zawodowej przy rozbudowie i unowocześnieniu komunikacji w Kraju.
Brał udział w zespołach rzeczoznawców przy opracowaniu konstrukcji mostowych oraz w zespołach sądów konkursowych.

### Publikacje
Na łamach miesięcznika „Drogownictwo” opublikował szereg artykułów związanych z jego działalnością. Oto tytuły ważniejszych publikacji:
- Usuwanie podnoszonych części zniszczonych mostów stalowych.
- Podnoszenie i przesuwanie przęseł przy odbudowie mostów w Tczewie i Knybawie.
- Naprawa wiaduktu stalowego dwuprzęsłowego o rozpiętościach przęseł po 46,5 m.
- Listwy do spoin dylatacyjnych nawierzchni betonowych.
- Montaż mostów stalowych z dużych elementów.
- 15 lat gospodarki drogowej w województwie gdańskim /1960/.
- W ramach nowego prawa budowlanego /1961/
- Nowoczesny obrachunek /1963/
- Przedsiębiorstwa budowy dróg i mostów /artykuł wspólny z inż. Borkowskim - 1964/,
- Lepszy instrument kierowania /artykuł wspólny z inż. Borkowskim - 1964/,
- Problemy mechanizacji robót w drogownictwie /artykuł wspólny z inż. Popkiem 1967/.
- Konkurs na przeprawę mostową przez Wisłę w Kiezmarku / artykuł wspólny z inż. Buszmą - 1966/,
- Typizacja w mostownictwie /1966/

Wspólnie z inż. Wrześniowskim opracował rozdział XIII. „Maszyny i sprzęt do budowy mniejszych mostów” do „Podręcznika Drogowego” wydanego w 1962 r. przez Wydawnictwa Komunikacji i Łączności.
Wyniki prac nad zastosowaniem popiołów lotnych rozpowszechnił w artykule opracowanym wspólnie z inż. E. Trojanowską pt. „Doświadczenia nad stosowaniem mieszanek pyłów lotnych i cementu w budownictwie drogowym”.
Wspólnie z dr inż. J. Szymkiewiczem, inż. A. Witkowskim i inż. J. Dereckim opracowali wydane w formie broszury „Kryteria gospodarcze stosowania w mostach drogowych belkowych ustrojów niosących z betonu sprężonego i żelbetowych według wskaźników zużycia materiałów podstawowych”. Z tą tematyką wiążą się dwa artykuły zespołowe zamieszczone w „Drogownictwie”:
- Stosowanie betonu sprężonego w budownictwie mostowym.
- Kryteria gospodarcze stosowania w drogowych mostach betonu sprężonego lub żelbetu.

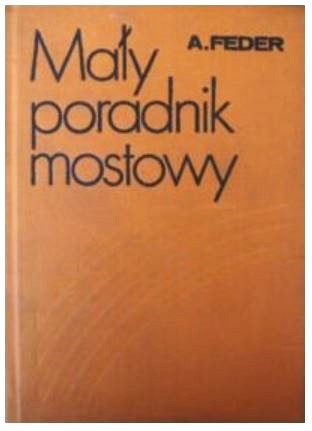
A. Feder: Mały poradnik mostowy, 1975

Mgr inż. Alfons Feder upowszechniał postępowe metody budowy w artykułach publikowanych w zeszytach „Nowość w Technice Drogowej” wydawanych przez Centralny Ośrodek Badań i Rozwoju Techniki Drogowej. Spośród umieszczonych tam artykułów można wymienić:
- Składany przenośny wiadukt drogowy Carbridge /17/62/.
- Postęp w dziedzinie pomiarów i projektowania /19/63/.
- Rozjaśnianie drogowych nawierzchni bitumicznych/21/64/.
- Aktualizacja przepisów technicznych i wytycznych obowiązujących przy wykonawstwie robót ziemnych w budownictwie drogowym /20-29/66
- Stałe wytwórnie mas bitumicznych /31/66/.
- Najnowsze osiągnięcia w dziedzinie konstrukcji z betonów sprężonych /32/67/.

W latach 70. napisał „Mały poradnik mostowy” (947 stron), który został wydany w roku 1975 przez Wydawnictwo Komunikacji i Łączności.

### Innowacje

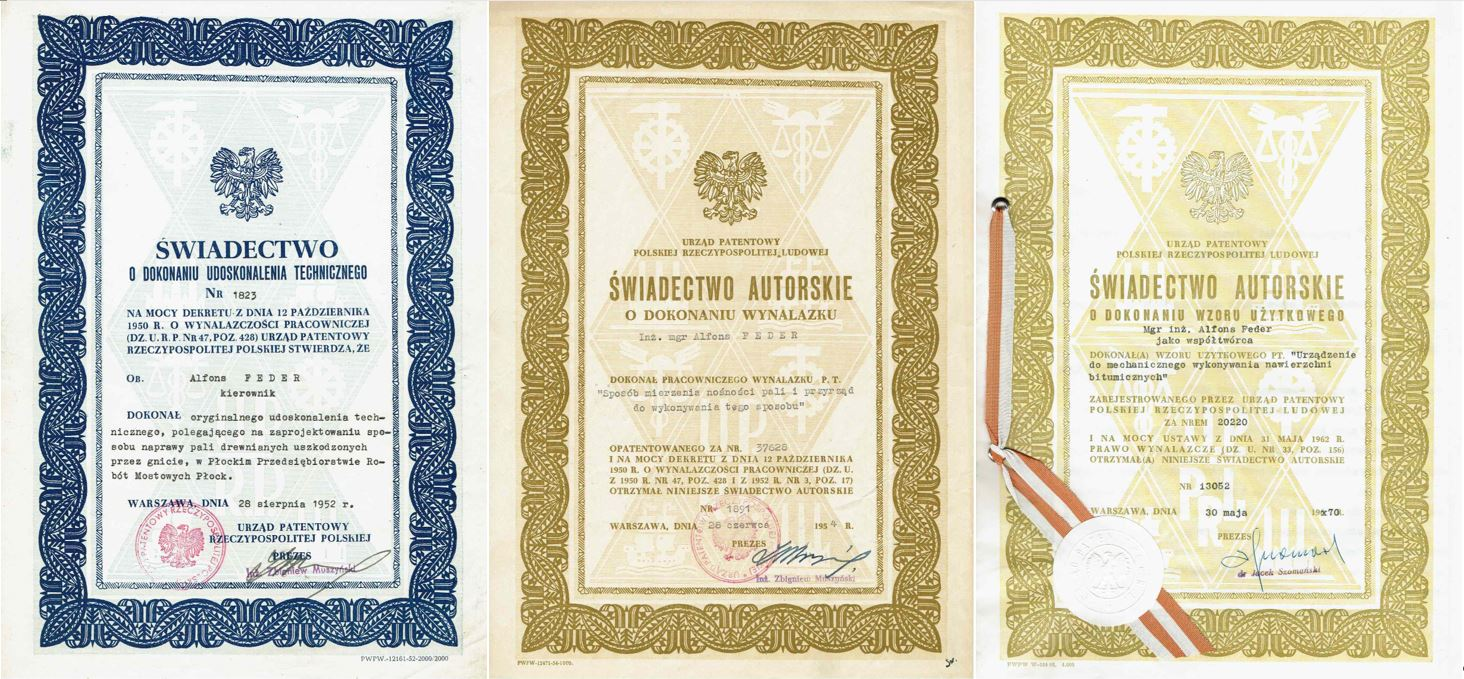
Świadectwa autorskie mgr. inż. Alfonsa Federa

Mgr inż. Alfons Feder był zwolennikiem innowacji. Innowacja rozwiązań była podstawą wielu konkursów na projekty budowlane. Sam był autorem i współautorem patentów w dziedzinie budownictwa drogowego takich jak:
- naprawa pali mostowych drewnianych przy pomocy wstawek żelbetowych,
- wkładki z masy zalewowej do wykonania szczelin dylatacyjnych w nawierzchniach betonowych,
- sonda dla pomiaru nośności pali w gruntach,
- stalowe łożyska mostowe dla kilku mostów pół stalowych itp.,
- Urządzenie dozujące kauczuk syntetyczny do masy bitumicznej[12].

W roku 1966 otrzymał pierwszą nagrodę w konkursie racjonalizatorskim ogłoszonym przez Ministerstwo Komunikacji, Stowarzyszenie Inżynierów i Techników Komunikacji oraz Zarząd Główny Związku Zawodowego Transportowców i Drogowców za urządzenie do wykonywania nawierzchni bitumicznych. Zastosowanie promienników podczerwieni do rozściełaczy zostało w roku 1967 rozpowszechnione we wszystkich przedsiębiorstwach drogowych.

### Dziedzictwo
Mgr inż. Alfons Feder zmarł 25 maja 1985 roku, pochowany na cmentarzu Czerniakowskim (sektor 4-3-19). Jego wkład w rozwój infrastruktury komunikacyjnej w Polsce oraz umiejętność przekazywania wiedzy kolejnym pokoleniom inżynierów i techników był ceniony w środowisku drogowców i mostowców.

## Ordery i odznaczenia
- Order Sztandaru Pracy I klasy (1976)
- Order Sztandaru Pracy II klasy (27 kwietnia 1956)[1]
- Krzyż Kawalerski Orderu Odrodzenia Polski (15 grudnia 1950)[14]
- Złoty Krzyż Zasługi (3 lutego 1947)[15]
- Brązowy Krzyż Zasługi (1946)
- Brązowy Medal „Za zasługi dla obronności kraju” (1966)
- Odznaka „Zasłużony Racjonalizator Produkcji” (1953)[16]
- Medal 700-lecia miasta Tczewa (1960)
- Odznaka Za zasługi dla Gdańska

## Nagrody
- Nagroda Państwowa III stopnia za unowocześnienie montażu wielkich mostów (1952)[17]